# Пульсницкий пряник

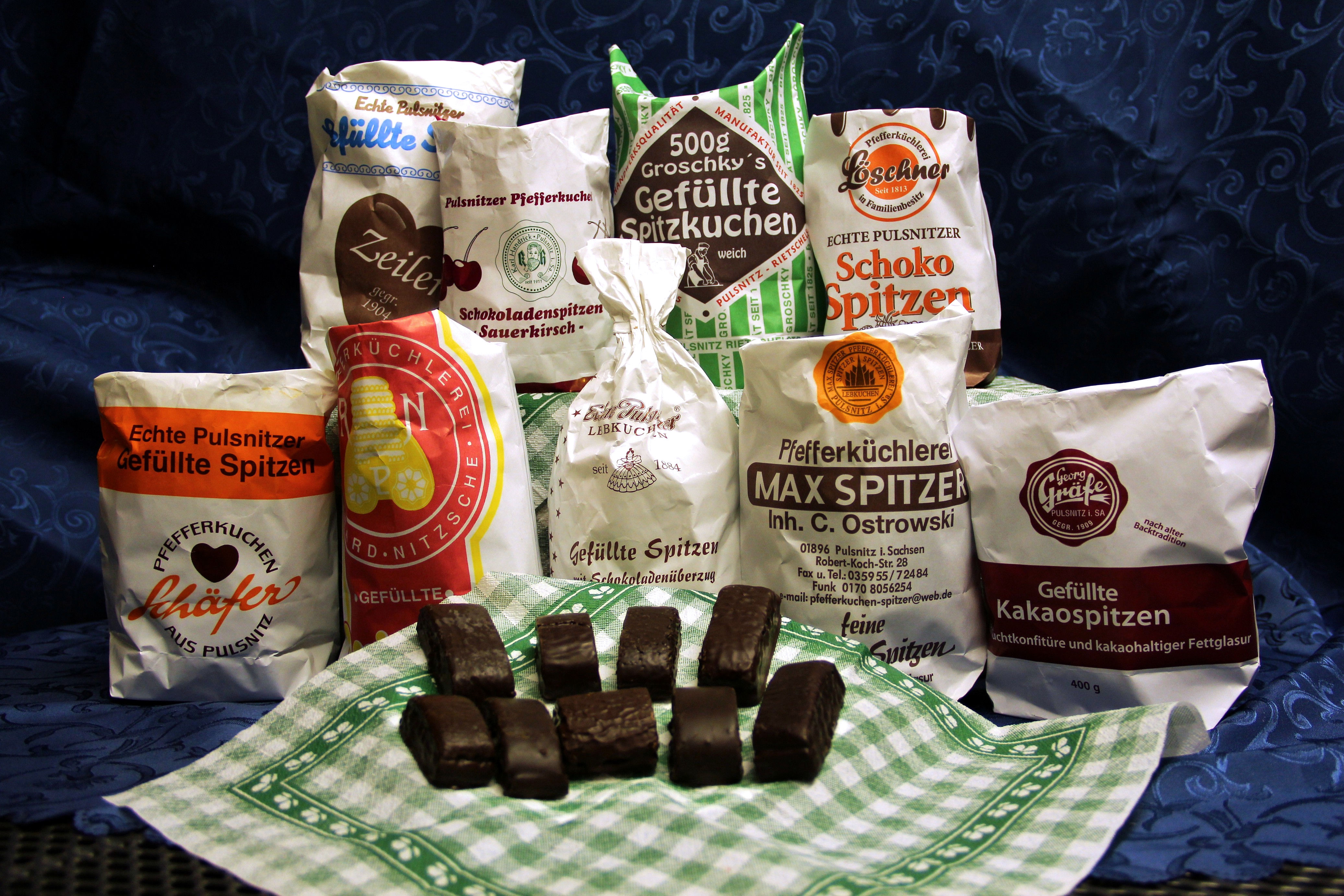
Разнообразие продукции из пряничного Пульсница

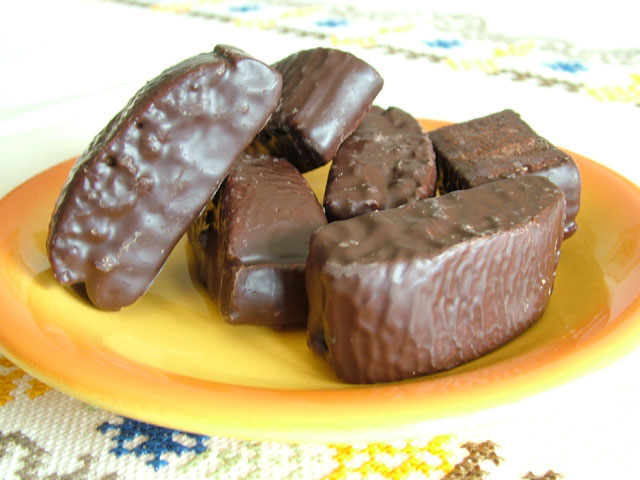
Пульсницкие пряники

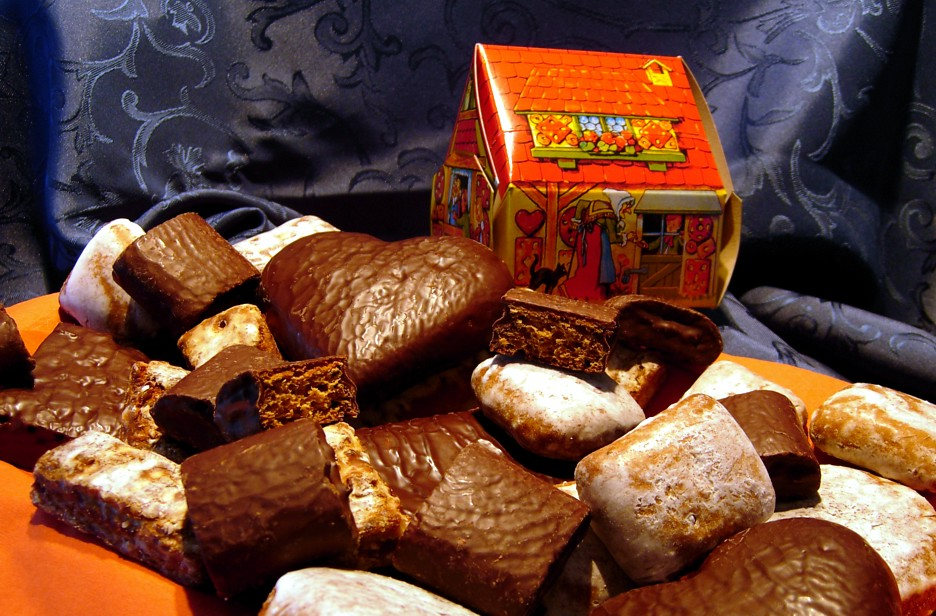
Различные виды пульсницких пряников

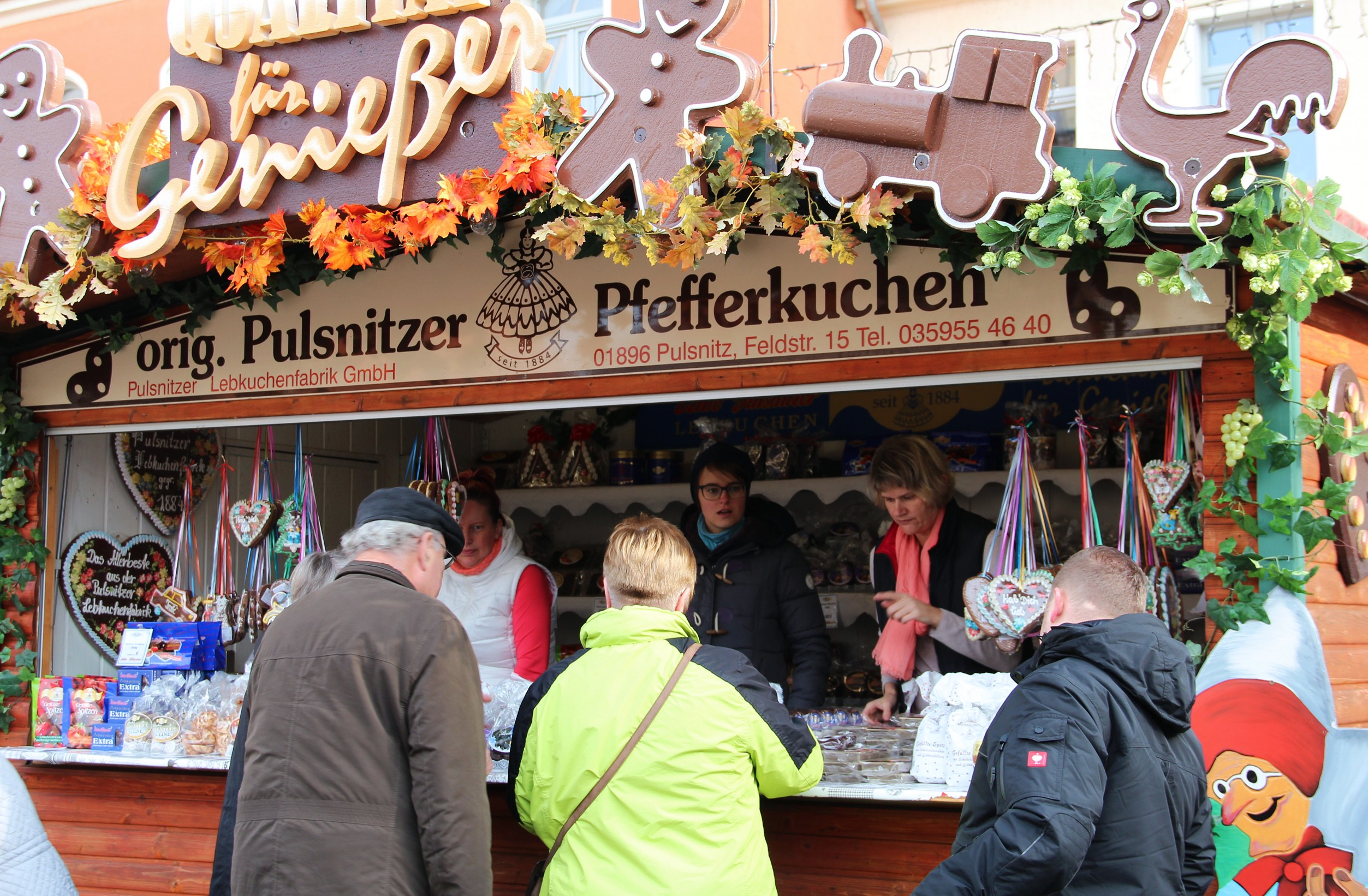
Пряничная ярмарка в Пульснице

Пульсницкие пряники (нем. Pulsnitzer Pfefferkuchen) — немецкие пряники, изготавливаемые вручную в саксонском городе Пульснице, традиция которых насчитывает более 450 лет. Принципиальным отличием пульсницких пряников от других вариантов немецких пряников является длительное выдерживание и созревание теста до выпекания. Пульсницкие пряники не являются типичным сезонным продуктом: их производят и продают в специализированных магазинах и на рынках Пульсница в течение всего года. Традиционная пряничная ярмарка в Пульснице проводится в начале ноября, в ней принимают участие все имеющиеся в настоящее время пряничные пекарни, которые хранят собственные фирменные рецепты. В современном Пульснице пряники производят восемь пряничных пекарен и пряничная фабрика со штатом в 75 человек.
Главный сорт пульсницких пряников — прямоугольной формы с начинкой из разных конфитюров, покрытые шоколадной глазурью. В Нюрнберге, с его нюрнбергскими пряниками с цукатами и орехами, скромные пряники из небогатого саксонского Пульсница без жира и яиц называли с презрением «коричневым товаром». Для приготовления «оригинальных пульсницких пряников» используются такие пряности, как корица, кардамон, фенхель, мускатный орех и мацис. В тесто из пшеничной или ржаной муки добавляют мёд и сироп. Тесто выдерживают в течение нескольких лет в холоде, в результате естественной ферментации оно приобретает вкус и пекарные свойства. Аромат каждого из сортов пряников достигается не только за счёт смеси пряностей, но и благодаря комбинации нескольких видов теста с разной выдержкой. Выдержанное пряничное тесто становится очень твёрдым, и поэтому до его доработки перед выпечкой его требуется разбить и вымесить. Производство пульсницких пряников по-прежнему остаётся преимущественно ручным трудом. В качестве разрыхлителей применяются карбонат аммония или карбонат калия. Пряности и прочие ингредиенты добавляют в тесто в самом конце, перед выпеканием.

## История
В январе 1558 года пульсницкие пекари получили от владетелей города фон Шлибенов специальную привилегию — право выпускать свою продукцию в объёмах, превышающих собственный спрос. К 1654 году относится старейшее письменное упоминание профессии пряничника. С 1655 года пульсницкие пряничники выставляли свой товар на дрезденском Штрицельмаркте. В 1675 году состоялся так называеый «пряничный суд» между городскими властями Каменца и двумя пульсницкими пряничниками, которым тогда запретили реализовать свой товар за городскими стенами Пульсница. Лишь в 1677 году спор был урегулирован благодаря посредничеству верховного судьи Готхольда фон Вертерна: пульсницким пряничникам разрешили продавать свой товар за пределами Пульсница в Каменце в Чистый четверг, сочельник и на всех ежегодных ярмарках города.
В 1720 году после жалобы дрезденских булочников и пряничников в городской совет Дрездена на «чужих» пряничников из Пульсница разгорелся новый спор с целью запретить торговать пряниками на Штрицельмаркте не только новым пульсницким пряничникам, но и даже тем, кто уже имел такое разрешение. В ноябре 1720 года городской совет Дрездена встал на сторону жалобщиков, но ограничил права не всех пульсницких пряничников. Один из каменцских пряничников оспорил это решение и обратился к курфюрсту. 5 сентября 1721 года курфюрст Август Сильный в конце концов разрешил всем пряничникам присутствовать на Штрицельмаркте.
В 1745 году пульсницкий булочник и пирожник Тобиас Томас, гостивший у родни в прусском Торне, славившемся своими пряниками, вернулся домой с новыми идеями и рецептами, позволившими поднять местное пряничное дело на новый уровень. Изначально пряники пекли булочники наряду со своей привычной продукцией — хлебом. С середины XIX века в Пульснице сформировалось традиционное специализированное пряничное производство. Пульсницкие пряничнки торговали на еженедельных и ежегодных ярмарках во всех близлежащих городах и деревнях. На телегах они часто добирались и до Дрездена, Хемница и Лейпцига. Некоторые мастера пряничного дела участвовали в крупных промышленных и ремесленных выставках и удостаивались почётных грамот и медалей. Завоёванные награды украшали фасады и витрины их магазинов. Два пульсницких пряничника имели титул придворных поставщиков. Город Пульсниц по этой старинной традиции называет себя пряничным городом.